# سام باركس جونيور
سام باركس جونيور (بالإنجليزية: Sam Parks, Jr.)‏ هو لاعب غولف أمريكي، ولد في 23 يونيو 1909 في بيليفو في الولايات المتحدة، وتوفي في 7 أبريل 1997 في كليرواتر في الولايات المتحدة.